# کلاهک‌گذاری '۵
کلاهک گذاری '۵ آران‌ای یک فر آیند بسیار مهم در یوکاریوت‌ها است که سبب می‌شود یک آران‌ای اولیه به آران‌ای بالغ تبدیل شود. این عمل بر روی آران‌ای پیام‌رسان و در هسته سلول رخ می‌دهد و آن را به سمت پروتئین‌سازی و ترجمه هدایت می‌کند.

## ساختمان کلاهک '۵

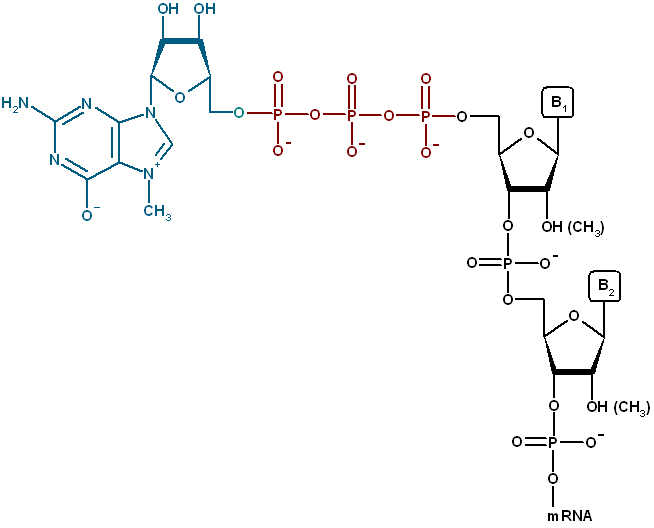
ساختمان کلاهک

این کلاهک در پایانهٔ '۵ رنا ساخته می‌شود . یک باز گوانین با پیوند '۵ به '۵ به آخرین ریبونوکلئوتید این قسمت پیوند می‌دهد. این باز در جایگاه هفتم خود به دست زیمایهٔ  متیل ترانسفراز متیله شده و به آن ۷متیل گوانین می‌گویند . یکی از فایده‌های این فر آیند، این است که سدی برای چسبیدن دو پایانهٔ یک آران‌ای و حلقه شدن آن ایجاد می‌کند .

## انواع کلاهک گذاری
در نوع اول متیله شدن گروه هیدروکسیل OHموجود روی کربن ۲́قند آخرین ریبونوکلئوتید انتهای ۵́ مولکول hnRNA می‌باشد .
در نوع دوم دو ریبونوکلئوتید پایانهٔ '۵ مولکول متیله می‌شود . 
علاوه بر این انواع دیگری از کلاهک گذاری به فراخور یاخته و نوع رنا وجو ددارد.

## مراحل کلاهک گذاری
۱-پایانی‌ترین فسفات در اولین مرحله جدا می‌شود و در فرایند بعدی دومین فسفات انتها نیز جدا می‌شود. 
۲-یک گوانوزین‌تری‌فسفات به وسیلهٔ زیمایهٔ گوانیلیل‌ترانسفراز به تنها فسفات باقی‌مانده در انتهای رنا متصل می‌شود.
۳-نیتروژن شماره ۷ به وسیلهٔ‌ی زیمایهٔ متیل‌ترانسفراز متیله می‌شود.
۴- با توجه به نوع رنا انواع دیگری از متیله شدن در جایگاه‌های دیگر نیز رخ می‌دهد .

## هدف گیری هم آرای کلاهک گذاری
هم آرای لازم برای کلاهک گذاری برای هدف گیری درست انتهای رنا با زیمایهٔ پلیمراز II میانکنش می‌دهد و توسط فسفریله شدن جایگاه خاص در آن وارد عمل می‌شود.

## فایده‌های کلاهک گذاری
- تنظیم خروج رنا از هسته یاخته
- جلوگیری از قطعه شدن رنا به دست اگزونوکلئازها
- آغازی برای ترجمه
- خروج نزدیکترین اینترون

هم آرای لازم برای بیرون راندن رنای ساخته شده از هسته تنها کلاهک پایانهٔ '۵ رنا را شناسایی می‌کند و با آن میانکنش می‌دهد .سپس آن را از منافذ هسته به بیرون هدایت می‌کند . این هم آرا بعد از ترجمهٔ دو پروتئین eIF-۴EوeIF-۴G جابه جا می‌شود تا ماشین ترجمه
وارد عمل شود.
محافظت در مقابل اگزونوکلئازها به دو طریق انجام می‌گیرد.
در روش اول وجود کلاهک مانع از بین رفتن رنا توسط اگزونوکلئاز می‌شود.
در روش دوم وجود هم آرای کلاهک گذاری و پروتئین‌های eIF-۴E و eIF-۴G مانع از عمل این زیمایه خواهند شد. این فر آیند سبب افزایش نیمه‌عمر رنای پیام‌رسان می‌شود.
کلاهک توسط ماشین پیرایش آران‌ای شناسایی شده و به راحتی آخرین اینترون از رنا جدا می‌شود.

## برداشت کلاهک
هم‌آرای برداشت مهمترین نقش را در جداکردن کلاهک از رنا بازی می‌کند؛ این هم‌آرا شامل، پروتئین‌های Dcp۱ و Dcp۲است وبا پروتئین eIF-۴E نیز میانکنش می‌دهد.